# Euphorbia hakutosanensis
Euphorbia hakutosanensis är en törelväxtart som beskrevs av Isao Hurusawa. Euphorbia hakutosanensis ingår i släktet törlar, och familjen törelväxter. Inga underarter finns listade i Catalogue of Life.